# Kaple Panny Marie (Chrást)
Kaple Panny Marie je návesní kaple v Chrástu.

## Historie
O stavbu kaple v barokním slohu se postaral v roce 1802 chrástecký rychtář Jiří Martínek. Původně byla zasvěcena sv. Martinovi. Postavil ji uprostřed vsi vedle své rychty. Její půdorys má tvar osmiúhelníku se stranami střídavě delšími a kratšími, téhož tvaru je i střecha kaple, nad níž vztyčena je čtyřhranná lucerna, zakončená křížkem. Ve zdech kaple jsou tři elipsovitá okna a vchod opatřený jednoduchým pískovcovým portálkem. Ke zvýšenému vchodu vedou tři schody.
Pro novou kapli koupil rychtář Martínek starý oltář ze zrušeného kláštera v Plasích. Na oltáři vynikal zvláště obraz Panny Marie, jenž byl namalován na dřevě dle památné sochy Plzeňské Madony. Pravděpodobně kolem roku 1860 byl nahrazen oltáříkem ze zrušeného dominikánského kláštera v Plzni. Původní obraz byl zakryt novým obrazem, malovaným na plátně. Kolem něho byly nejen vyřezávané části oltáře, ale zdobily jej pečlivě provedené sošky andílků. Nad oltářem byla připevněna oltářní koruna s četnými paprsky.
Do výklenků po stranách oltáře byly postaveny dvě velké sochy, jež dle způsobu provedení byly vyřezány asi kolem roku 1500. Byly umělecky velmi cenné, ale již před 30 lety  byly velmi poškozeny. O záchranu obou soch – Panny Marie a sv. Bartoloměje – postaral se tehdy dýšinský kaplan P. Alois Černý, nynější  arciděkan plzeňský. Dal je důkladně opravit a tak je zachránil pro chrásteckou kapli.
Kaple byla opravena v květnu 1850. Roku 1895 v květnu byla zdejší kaple opět jak zevně tak i uvnitř opravena. Renovování oltáře, soch, jakož i vymalování provedl zdejší občan František Honzík, povoláním nožíř. Zaplaceno mu bylo 60 zlatých.
V únoru 1897 praskl ve zdejší zvonici zvonek. Nákladem obce byl pořízen nový zvon, mnohem těžší, jenž byl zhotoven firmou Robert Perner v Plzni. Stál 85 zlatých. Tento nový zvon byl v době 1. světové války rekvírován pro vojenské účely. Místo něho byl zavěšen opět starý zvonek, jenž byl uložen ve statku p. Hřícha (Kouřima).
Před okupací za starosty Ing. Otakara Šnajdra byla kaple z vnějšku opravena, opatřena trvalou omítkou a její střecha vyspravena. Za okupace a po ní stará krytina kaple byla značně poškozena větry, deštěm a mrazy, takže tašky na některých místech sjely, a voda tekla přímo na horní stranu klenby.
V roce 1954 byl i vnitřek kaple shora až po okna provlhlý a její klenba byla tím ohrožena. Kaple větrala sice rozbitými okny, ale těmi zanášel tam vítr do ní prach i sníh, čímž trpělo vnitřní zařízení kaple, zvláště obraz Panny Marie a vyřezávané části oltáře. Vlhko poškozovalo oltář také zdola, poněvadž k zadní stěně kaple přiléhala hromada popele, a dešťová voda nemohla podle kaple odtékat. Vnějšek i vnitřek kaple volaly po rychlé a důkladné opravě.
Podnět k jejímu provedení dala paní Marie Krejzarová, která na počátku srpna 1954 požádala MNV v Chrástu, aby opravu kaple povolil a přispěl na ni darováním potřebného stavebního materiálu (písku, vápna, cementu a tašek) v ceně asi 800 Kčs. Získala pak zdejšího tesařského mistra Vojtěcha Riedla, který ochotně a zdarma postavil potřebné lešení, aby mohla býti provedena nejprve nutná oprava vnější, zvláště střechy. Tu provedl důkladně a zdarma zdejší pokrývač Uhlík. Potom provedli nutné zednické práce ochotně Fr. Hájek, Oliberius a Veselý, portálek očistil kameník Korelus z Nadryb, dveře nabarvil Beran ze Stupna a kapli uvnitř vkusně vymaloval Hupač z Plzně-Doubravky.
Pro opravu byl v roce 1954 rozebrán oltář a tu bylo zjištěno, že pod obrazem Panny Marie, malovaným na plátně, byl starší podobný obraz, malovaný přímo na dřevě, které však zvláště dole bylo značně ztrouchnivělé. Starý obraz byl mimo to velmi poškozen tím, že na zadní stranu prken byly přibity svlaky dlouhými hřeby, jež prorazily obrazem, byly na něm zahnuty a zrezivěly.
Na žádném z obrazů nebylo nalezeno označení, kdo je maloval. Dle posudku znalců vymaloval starší obraz na dřevě kolem roku 1690 asi plzeňský malíř František Karel Seeblumer, jehož mnohé práce byly v plaském klášteře. Modelem pro obraz byla mu socha Plzeňské Madony. Druhý obraz na plátně zhotovil plzeňský malíř Jan Herzog kolem roku 1880 dle téhož modelu, ale kolem postavy Panny Marie s Ježíškem přimaloval matné hlavičky andílků.
Obou poškozených obrazů se ujal dp. arciděkan plzeňský Alois Černý, který se postaral o to, aby byly v Pelhřimově odborně opraveny a tak oba zachovány. Oba opravené obrazy byly v neděli dne 15. května 1955 vystaveny v dýšinském kostele a znovu posvěceny. Starší obraz, malovaný na dřevě, byl zapůjčen do kostela v Dýšině, druhý byl ponechán pro kapli chrásteckou.
Důkladnou opravu oltáře provedl plzeňský pozlacovač František Jäger, který opatrně odstranil nevhodné barvy, pečlivě natřel všechny části oltáře a některé z nich i pozlatil. Rovněž opravil obě velké sochy, jakož i menší sošku sv. Anny, jež byla uložena v bývalé rychtě Jiřího Martínka. Od Jägra byl zakoupen také dřevěný pozlacený křížek, jenž byl postaven na oltář.
Uvnitř oltáře jsou v kamenné schránce uloženy ostatky sv. Valentina, u ní je také malý křížek, jenž stával dříve na oltáři. Po stranách oltáře byly zavěšeny dvě lampy pro věčné světlo, které věnoval chrástecké kapli dp. arciděkan Černý. Ozdobné konsolky na jejich zavěšení (6 cínových svícnů) dovedně vykoval zdejší kovář Dlouhý. Dopravu součástí oltáře do Plzně a zpět ochotně opatřil pan Harant, řezník z Chrástu. Opravu stolu oltáře provedl zdejší truhlář Košan.